# Цитирование дела

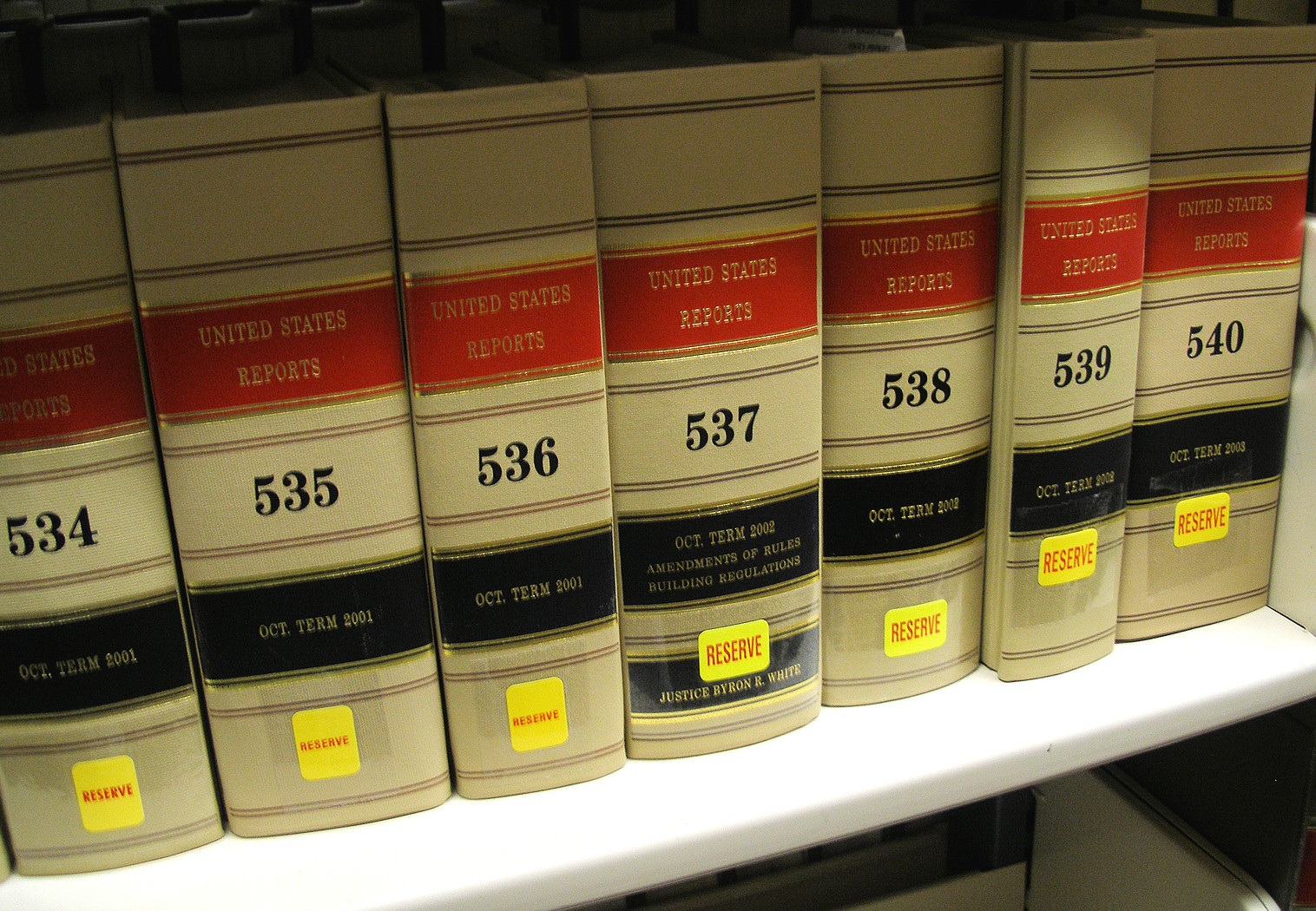
Судебные решения США, официальный бюллетень Верховного суда США

Цитирование дела (англ. Case citation) — система, используемая во многих странах для идентификации решений на последующих судебных заседаниях, ранее в специальных сериях книг, называемых репортёрами, или судебными решениями, или, в «нейтральной» форме, когда идентифицировалось решение, которое было записано. Хотя цитирование дела оформляются по-разному в различных юрисдикциях, в целом они содержат похожую ключевую информацию.
Когда дела публиковались на бумаге, решения обычно содержали:
- заголовок дела;
- номер тома;
- номер страницы; и
- год решения.

В некоторых сериях решений, например, в Англии и Австралии, тома не пронумерованы независимо от года: таким образом год и номер тома (обычно не больше чем 4) требуются для идентификации того, внутри какой книги серии решений записано решение. Обычно в цитатах этого типа в этой юрисдикции для квадратных скобок «[год]» применяется к году (который, возможно, не является годом вынесения решения: например, о случае, решенном в декабре 2001 могли сообщить в 2002).
Интернет дал судам возможность публиковать их решения на веб-сайтах. Решения многих судов со всех континентов теперь могут быть найдены через веб-сайт WorldLII и состоящие в нём институты.
Большинство судебных решений не издано в печатном сборнике судебных решений. Расходы на их набор и публикацию ограничил печатный сборник судебных решений существенными случаями. Интернет-публикация решений суда привела к наводнению информации. Результат состоял в том, что должна была быть принята средне-нейтральная система цитирования. Она обычно содержит следующую информацию:
- год решения
- название суда в виде аббревиатуры; и
- номер решения (не номер судебного дела)

Вместо того, чтобы использовать номера страниц для точных ссылок, которые зависели бы от специфики принтеров и браузеров, точные ссылки привязаны к номерам параграфов.